# 아르가우 S반
아르가우 S반(독일어: S-Bahn Aargau)은 스위스 아르가우주를 운행하는 S반 스타일의 지역 철도망이다.

## 역사
2008년 12월 14일 시간표 변경에 따라 아르가우주의 지역 철도 서비스에 S반 번호 체계가 도입되었다.
새로운 S반 네트워크는 중앙 스위스, 취리히 및 바젤에 있는 기존의 인접한 S반 네트워크를 보완하도록 설계되었다. 이를 염두에 두고 새 네트워크에 선택된 회선 번호는 20대(S14 멘치켄-아르가우-쇠프트란트 제외)이므로 다른 네트워크와 충돌이 없다.
새로운 네트워크는 본질적으로 기존 라인의 재설계였다. 새로운 정류장이 건설되지 않았고 새로운 철도 차량도 구매되지 않았다. 그러나 경우에 따라 2007/2008 시간표의 특정 서비스가 수정되었으며(예: 연결을 통한 랑엔탈-바덴) 서비스 빈도가 제한된 범위에서 증가했다.
2019년 12월 15일, S29는 아르가우에서 주르제까지 연장되어 루체른 S반 S8을 대체했다.

## 노선
2019년 12월 현재 네트워크는 다음과 같은 노선으로 구성되어 있다. 달리 명시되지 않는 한 노선은 1,435mm 표준궤이다.
| #   | 노선                                         | 비고                   | 운영             |
| --- | -------------------------------------------- | ---------------------- | ---------------- |
| S14 | 멘치켄–아라우 WSB–쇠프트란트                 | 1,000mm 궤도           | 아르가우 교통    |
| S23 | 바덴–브루크 AG–렌츠부르크–아라우–올텐–랑엔탈 |                        | 스위스 연방 철도 |
| S25 | 무리 AG–볼렌–브루크 AG                       |                        | 스위스 연방 철도 |
| S26 | 올텐–아라우–렌츠부르크–볼렌 AG–무리 AG       |                        | 스위스 연방 철도 |
| S27 | 바덴–발트슈트/바트 추르차흐                  | 발트슈트는 독일에 위치 | 스위스 연방 철도 |
| S28 | 렌츠부르크–초핑엔                            |                        | 스위스 연방 철도 |
| S29 | 투르기–브루크 AG–아라우–올텐–초핑엔–주르제   |                        | 스위스 연방 철도 |

## 같이 보기
- 아르가우주